# Luzula denticulata
Luzula denticulata är en tågväxtart som beskrevs av Frederik Michael Liebmann. Luzula denticulata ingår i Frylesläktet som ingår i familjen tågväxter. Inga underarter finns listade i Catalogue of Life.